# Туркменвнешэкономбанк
Государственный банк внешнеэкономической деятельности Туркменистана (туркм. Türkmenistanyň Daşary Ykdysady Döwlet Banky; «Туркменвнешэкономбанк», ГБВДТ) — банк в Туркменистане. Штаб-квартира — в Ашхабаде.
По версии журнала «The Banker», «Лучший Банк года в Туркменистане» девять раз с 2001 года.

## История
Создан 27 января 1992 года как «Туркменвнешэкономбанк», на базе отделения Внешэкономбанка СССР Указом Президента Туркменистана Сапармурата Ниязова. Был создан для развития и укрепления внешнеэкономических связей и защиты валютных интересов Туркменистана.

## Деятельность
Банк выступает в качестве агента Правительства Туркменистана на международных рынках капитала по привлечению иностранных инвестиционных кредитов, используемых для финансирования приоритетных проектов развития социально-экономической инфраструктуры страны.